# تصنيف تشايلد بو
مقياس أو تصنيف تشايلد بو (بالإنجليزية: Child–Pugh score)‏ أو تصنيف تشايلد-توركوت-بو (بالإنجليزية: Child–Turcotte–Pugh score)‏ أو معايير تشايلد (بالإنجليزية: Child Criteria)‏ هو تصنيف يُستخدم في الطب، وتحديداً في طب الجهاز الهضمي، لتقييم إنذار أمراض الكبد المزمنة، وخاصة تشمع الكبد. على الرغم من أن استخدامه الأصلي كان لغرض التنبؤ بالوفيات أثناء الجراحة، إلا أنه صار يُستخدم الآن لعدد من الأغراض منها تحديد الإنذار، مقدار العلاج المطلوب، وتقييم حاجة المريض إلى زراعة الكبد.

## التصنيف
يستخدم التصنيف مجموع نتيجة خمسة قياسات سريرية لأمراض الكبد. كل قياس منهم يأخذ من 1 إلى 3 نقطة، بحسب شدة المرض.
يُعتمد على زمن البروثرومبين أو النسبة المعيارية الدولية، وليس كليهما.
| القياس                   | نقطة (1) | نقطتان (2) | ثلاث نقاط (3) |
| ------------------------ | -------- | ---------- | ------------- |
| بيليروبين (ملغ/دل)       | <2       | 2-3        | >3            |
| ألبيومين المصل (غ/دل)    | >3.5     | 2.8-3.5    | >3.5          |
| زمن البروثرومبين (ثانية) | < 4.0    | 4.0–6.0    | > 6.0         |
| النسبة المعيارية الدولية | <1.7     | 1.7-2.3    | >2.3          |
| حبن                      | لا يوجد  | بسيط       | متوسط أو كبير |
| اعتلال دماغي كبدي        | لا يوجد  | درجة II,I  | درجة IV,III   |

يستخدم البعض تصنيف تشايلد بو المعدل في التهاب الأوعية الصفراوية المصلب الابتدائي والتهاب الأقنية الصفراوية الأولي، حيث يتم تغيير المجال المرجعي للبيليروبين، لأن هذه الأمراض تتميز بمستويات عالية من البيليروبين المرتبط (المباشر)، حيث تكون أعلى حد للنقطة (1) هو 4 ملغ/ دل، وأعلى حد للنقطتين (2) هو 10 ملغ/دل.

## عبارات استذكار
أحياناً تُستخدم العبارة التذكيرية:
- "HIBAA" وهي اختصار

Hepatic Encephalopathy, INR, Bilirubin, Ascites, Albumin
- "PIA- BEA" وهي اختصار

PT, INR, Ascites, Bilirubin, Encephalopathy, Albumin
- "ABCDE" وهي اختصار

Albumin, Bilirubin, Coagulation (INR), Drum abdomen (ascites), Encephalopathy

## التفسير
يصنف مريض الكبد وفق تصنيف تشايلد بو إلى فئة «أ»، «ب»، و«ج» اعتماداً على نتيجة الدرجات من الجدول المبين أعلاه.
| النقاط | الفئة | البقاء لمدة عام | البقاء لمدة عامين |
| ------ | ----- | --------------- | ----------------- |
| 6-5    | أ     | 100%            | 85%               |
| 9-7    | ب     | 80%             | 60%               |
| 15-10  | ج     | 45%             | 35%               |

## تصانيف ذات الصلة
- تصنيف ميلد
- تصنيف ميلد الإضافي

## تاريخياً
كان الجراح وخبير فرط ضغط الدم البابي تشارلز غاردنر تشايلد (1908-1991) (مع توركوت) من جامعة ميتشيغان أول من اقترح التصنيف عام 1964 في مرجع عن أمراض الكبد. ثم عُدل التصنيف لاحقاً في عام 1972 من قِبل بو وزملاؤه في تقرير عن العلاج الجراحي لنزف دوالي المريء. حيث استبدلوا معيار الحالة التغذوية لتشايلد ووضعوا بدلاً منه زمن البروثرومبين أو النسبية المعيارية الدولية، ووضعوا قيم من 1 إلى 3 درجات لكل قياس.